# Iertsevo
Iertsevo (en russe : Ерцевo) est un village du raïon municipal de Konocha, dans l'oblast d'Arkhangelsk. C'est le centre administratif d'un établissement rural en Russie.

## Géographie
Le village est situé à 25 km au sud du centre de Konocha, à proximité des limites de l'oblast de Vologda.

## Histoire
Depuis la fin du XVIIe siècle le territoire du village appartenait au volost de Davydov dans le gouvernement de Vologda.
En 1894, l'entrepreneur Savva Mamontov et sa société anonyme Chemin de fer Moscou-Iaroslav-Arkhangelsk ont obtenu une concession pour la construction d'une voie étroite de chemin de fer de Vologda à Arkhangelsk. La ligne Vologda-Arkhangelsk est achevée en 1897. Elle passe du sud au nord par le volost de Davydov, dans les limites duquel est construite la station Lukhtonga. Le premier train Vologda-Arkhangelsk est passé le 1er septembre 1897. En 1915, la voie étroite a fait place à une voie large.
En 1929, le gouvernement de Vologda et les ouïezd ont été supprimés et remplacés par le nouveau kraï du nord. Un conseil de village a été créé à Davydov, dépendant du raïon de Konocha, okroug de Niandoma. En décembre 1929, l'ECOSO (groupement économique en RSFSR) a adopté le Règlement sur les exploitations forestières soviétiques (leskhoz) ainsi que les exploitations industrielles du bois (lespromkhoz).
À partir du 25 février 1930, les  déplacements forcés de populations et la dékoulakisation ont amené dans la district de Konocha de la main-d'œuvre bon marché pour l'industrie forestière.

### Kargopollag
Depuis le début des années 1930, en URSS, le réseau des camps de travail pénitentiaires s'est constamment développé. Le 2 août 1937 sur ordre du dirigeant du NKVD de l'URSS pour les oblasts du Nord Boris Bak (ru) ont été formés deux camps de travail de rééducation : Kargopollag dont la direction est à Kargopol et à Kouloysky, le camp Kouloylag. Le territoire du conseil de village de Davydov a été inclus dans la zone de l'ITL de Kargopol.
Le 23 septembre 1937, le comité central de l'URSS décide de diviser les oblasts du Nord en un oblast de Vologda et un oblast d'Arkhangelsk. Tout le raïon de Konocha devient une région de l'oblast d'Arkhangelsk.
Le 1er octobre 1937, cinq entreprises différentes ont été créées à partir de l'entreprise forestière de Konocha. L'une des cinq, l'exploitation de Iertsevo, a été confiée à la gestion de Kargopollag. L'exploitation de Iertsevo est devenue ainsi l'une des deux branches de Kargopollag et a été appelée Yertsevskoie. Ses zones forestières exploitées se trouvaient à proximité de Yerstevo-station.
En 1938, a débuté la construction de la ligne de chemin de fer à partir de Iertsevo vers l'ouest.
En août 1940, la direction de Kargopollag a été déplacée à Iertsevo-station car c'était là que s'effectuaient les travaux les plus nombreux par des unités de Iertsevo. Iertsevo était déjà, en 1940, un centre important : elle disposait d'une scierie, de deux dérivations de la ligne de chemin de fer, son propre centre d'approvisionnement en nourriture, un village séparé pour le personnel libre, le tout construit par les prisonniers .
En 1946, la division Iertsevo-Kargopollag est passée de la direction du NKVD au Ministère des Affaires internes (Union soviétique).
Le camp de travail pénitentiaire de Kargopol a fonctionné au moins jusqu'au premier janvier 1960.

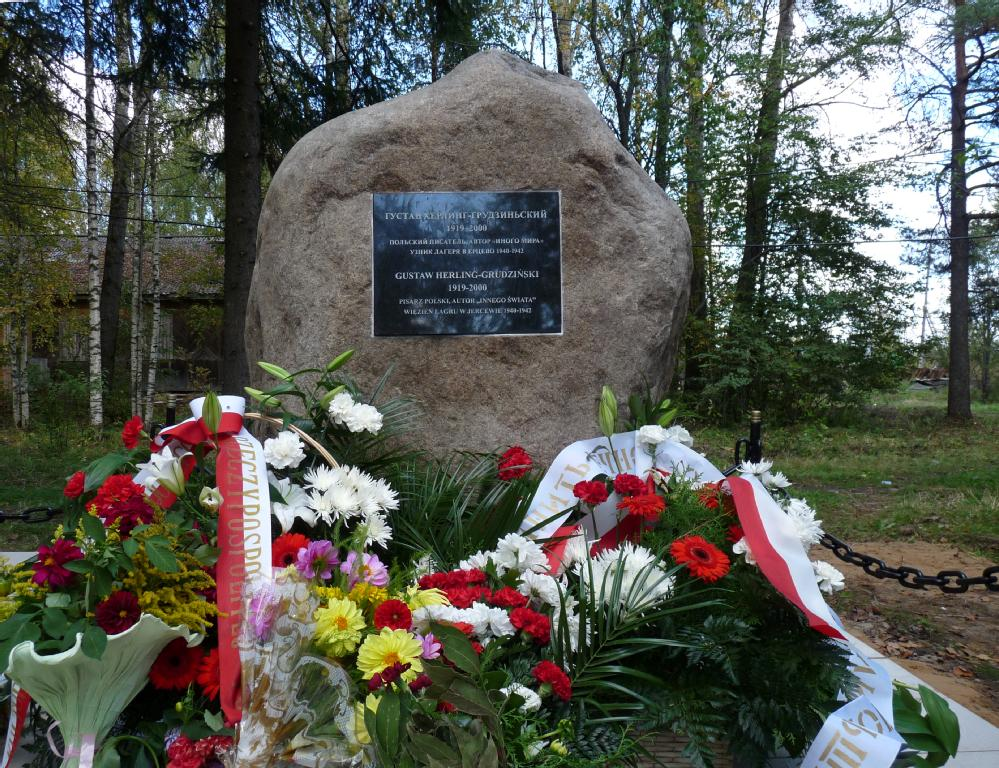
monument en mémoire de Gustaw Herling-Grudziński à Iertsevo

La détention de l'écrivain polonais Gustaw Herling-Grudziński en 1940-1942 est localisée suivant les auteurs à  Iertsevo ou à Kargopollag.
Elle est le sujet de son ouvrage paru la première fois à Londres en 1951 Un Monde à part.
Dans son livre Goulag, une histoire, Anne Applebaum cite Kargopollag où se trouvait la direction des deux principaux emplacements de camps quand ce prisonnier polonais s'y est trouvé.

### Administration du village
Le 13 octobre 1960, cinq conseils ruraux comprenant une population de 15 000 habitants ont été fusionnés dans le conseil de Iertsevo. Ce village a reçu le statut de Commune urbaine. En 1961, les élections qui ont eu lieu ont nommé 75 députés du peuple.
Le 9 octobre 1964, le village de Iertsevo a été transféré dans le district rural de Konocha nouvellement formé.
En 2005, Iertsevo a reçu le statut de commune urbaine.

## Population
Depuis 1970 jusqu'à 2012, le nombre d'habitants est passé de 5 548 à 4 187 habitants à Iertsevo.

## Transports
Le village dispose d'une gare Iertsevo station reliée à la section d'Arkhangelsk des Chemins de fer du Nord. La station est desservie par des trains de banlieue de Konocha et de Bojega. La liaison avec Konocha prend 27 minutes et celle avec Bojega 45 minutes. Les trains longues distances Vologda-Mourmansk, Moscou-Arkhangelsk, Moscou-Vorkouta, Saint-Pétersbourg-Syktyvkar, s'arrêtent également à Iertsevo-station.

## Personnalités liées à la localité
- Valeriy Abramov — athlète soviétique originaire du village
- Kabo Vladimir — ethnographe soviétique australien, détenu au camp de 1950 à 1954
- Toot Victor — artiste soviétique, détenu durant la première moitié des années 1940
- Frid Valery — scénariste du cinéma russe et soviétique , détenu au camp durant la première moitié des années 1940
- Gustaw Herling-Grudziński — (1919-2000) écrivain et journaliste polonais détenu au camp de 1940 à 1942
- Johann (Krestiankine) — prêtre de l'Église orthodoxe russe, archimandrite, starets et confesseur, détenu au camp de 1950 à 1953